# Ронди, Джан Луиджи
Джан Луи́джи Ро́нди (итал. Gian Luigi Rondi; 10 декабря 1921 — 22 сентября 2016) — итальянский кинематографист, сценарист, режиссёр и кинокритик.

## Биография
Родился в Вальтеллине, в 4 года он переехал со своей семьёй в Геную, где отец получил должность капитана карабинеров. В Генуе он посещал Классическую среднюю школу Андреа Дориа и Лицей Христофора Колумба.
В 1935 году отца перевели в Рим, там Ронди завершил свое обучение в Государственном классическом Лицее Джулио Чезаре в 1940 году.
В 1949 году он впервые был членом жюри на Венецианском международном кинофестивале.
В 1951 году во Франции ему было присвоено звание Кавалера Ордена Почётного легиона.
В 1958 году Пьер Паоло Пазолини посвятил ему короткую эпиграмму («A P.G.Rondi»,опубликованную в «Религии моего времени»).
C 1981 до конца жизни был президентом итальянской киноакадемии и возглавлял наиболее престижную в стране премию в области киноискусств — «Давид ди Донателло». На данном посту его сменил Джулиано Монтальдо.
Являлся членом жюри XII  и XV МКФ в Москве.  Входил в основное жюри 11-го и 32-го фестивалей в Берлине и трижды в Каннах — в 1963, 1967 и 1980 годах.

## Награды и звания

### Государственные награды Италии
| Страна | Дата вручения                   | Награда                                                   | Награда                                                   | Литеры |
| ------ | ------------------------------- | --------------------------------------------------------- | --------------------------------------------------------- | ------ |
| Италия | 3 января 1981—                  | Большой крест                                             | ордена «За заслуги перед Итальянской Республикой»         |        |
| Италия | 27 декабря 1968 — 3 января 1981 | Гранд-офицер                                              | ордена «За заслуги перед Итальянской Республикой»         |        |
| Италия | 14 июня 1975 —                  | Золотая медаль «За вклад в развитие культуры и искусства» | Золотая медаль «За вклад в развитие культуры и искусства» |        |

### Награды иностранных государств
| Страна            | Дата вручения | Награда                                                                                           | Награда                                                                                           | Литеры |
| ----------------- | ------------- | ------------------------------------------------------------------------------------------------- | ------------------------------------------------------------------------------------------------- | ------ |
| Франция           | 1951—         | Командор                                                                                          | ордена Почётного легиона                                                                          |        |
| Франция           | —1951         | Офицер                                                                                            | ордена Почётного легиона                                                                          |        |
| Испания           | 1953 —        | Командор ордена Альфонса X Мудрого                                                                | Командор ордена Альфонса X Мудрого                                                                |        |
| Испания           | —             | Кавалер ордена Изабеллы Католической                                                              | Кавалер ордена Изабеллы Католической                                                              |        |
| Франция           | —             | Кавалер ордена Академических пальм                                                                | Кавалер ордена Академических пальм                                                                |        |
| Мальтийский орден | —             | Кавалер Большого креста милости магистра                                                          | Мальтийского ордена                                                                               |        |
| Мальтийский орден | —             | Кавалер милости магистра                                                                          | Мальтийского ордена                                                                               |        |
| Швеция            | —             | Командор ордена Васы                                                                              | Командор ордена Васы                                                                              | KVO    |
| Бельгия           | —             | Офицер ордена Короны                                                                              | Офицер ордена Короны                                                                              |        |
| Германия          | —             | Командор ордена «За заслуги перед ФРГ»                                                            | Командор ордена «За заслуги перед ФРГ»                                                            |        |
| Югославия         | —             | Кавалер ордена Югославского флага с золотым венком                                                | Кавалер ордена Югославского флага с золотым венком                                                |        |
| Финляндия         | —             | Командор 1 класса ордена Льва Финляндии                                                           | Командор 1 класса ордена Льва Финляндии                                                           |        |
| Португалия        | —             | Командор ордена Инфанта дона Энрики                                                               | Командор ордена Инфанта дона Энрики                                                               | ComIH  |
| Испания           | —             | Командор ордена Гражданских заслуг                                                                | Командор ордена Гражданских заслуг                                                                |        |
| Бельгия           | —             | Командор ордена Леопольда II                                                                      | Командор ордена Леопольда II                                                                      |        |
| Египет            | —             | Командор ордена Заслуг                                                                            | Командор ордена Заслуг                                                                            |        |
| Нидерланды        | —             | Кавалер ордена Оранских-Нассау                                                                    | Кавалер ордена Оранских-Нассау                                                                    |        |
| Франция           | —             | Командор ордена Искусств и литературы                                                             | Командор ордена Искусств и литературы                                                             |        |
| Сан-Марино        | —             | Кавалер Большого креста ордена Святой Агаты                                                       | Кавалер Большого креста ордена Святой Агаты                                                       |        |
| Мальтийский орден | —             | Кавалер Большого креста ордена Заслуг pro Merito Melitensi                                        | Кавалер Большого креста ордена Заслуг pro Merito Melitensi                                        |        |
| Австрия           | —             | Кавалер Командорского креста в серебре почётного знака «За заслуги перед Австрийской Республикой» | Кавалер Командорского креста в серебре почётного знака «За заслуги перед Австрийской Республикой» |        |
| Аргентина         | —             | Гранд-офицер ордена Мая                                                                           | Гранд-офицер ордена Мая                                                                           |        |
| Польша            | —             | Золотая медаль «За заслуги в культуре Gloria Artis»                                               | Золотая медаль «За заслуги в культуре Gloria Artis»                                               |        |
| ВНР               | —             | Медаль культуры                                                                                   | Медаль культуры                                                                                   |        |
| Чехословакия      | —             | Золотая медаль культуры                                                                           | Золотая медаль культуры                                                                           |        |

### Награды королевских династических домов
| Страна          | Дата | Награда                     | Награда                     | Литеры |
| --------------- | ---- | --------------------------- | --------------------------- | ------ |
| Карагеоргиевичи | —    | Большой крест ордена Короны | Большой крест ордена Короны |        |